# امامزاده ناصرالدین محمود
امامزاده ناصرالدین محمود مربوط به اواخر دوره قاجار -اوایل دوره پهلوی است و در شهرستان کهگیلویه، روستای بی بی زلیخایی واقع شده و این اثر در تاریخ ۲۴ فروردین ۱۳۸۲ با شمارهٔ ثبت ۸۳۰۱ به‌عنوان یکی از آثار ملی ایران به ثبت رسیده است.